# Campeonato Europeu Júnior de Natação de 2008
O Campeonato Europeu Júnior de Natação de 2008 foi a 35ª edição do evento organizado pela Liga Europeia de Natação (LEN). Nessa edição as provas de natação foram realizadas em Belgrado na Sérvia e as provas de saltos ornamentais em Minsk na Bielorrússia. O período de duração teve suas datas distintas, de 25 a 29 de junho de 2008 ocorreu as provas de saltos ornamentais e de 20 de julho a 3 de agosto de 2008 as provas dos natação. Teve como destaque a Rússia com 12 medalhas de ouro.

## Participantes
- Natação: Feminino de 15 a 16 anos (1993 e 1992) e masculino de 17 a 18 anos (1991 e 1990).
- Saltos Ornamentais: Grupo A é composto por saltadores de 16, 17 e 18 anos (1992, 1991 e 1990), tanto masculino quanto feminino. Grupo B é composto por saltadores de 14 a 15 anos (1994 e 1993), tanto masculino quanto feminino.

## Medalhistas

### Natação
Os resultados foram os seguintes. 
Masculino
| Evento          | Ouro                                                                                     | Ouro        | Prata                                                                            | Prata    | Bronze                                                                               | Bronze   |
| 50 m Livre      | Itália · Luca Dotto                                                                      | 22.36       | Rússia · Oleg Tikhobaev                                                          | 22.47    | Roménia · Razvan Caciuc Vlad                                                         | 22.56    |
| 100 m Livre     | Rússia · Oleg Tikhobaev                                                                  | 50.03       | Polónia · Marcin Tarczynski                                                      | 50.11    | Itália · Marco Orsi                                                                  | 50.16    |
| 200 m Livre     | Reino Unido · Robert Bale                                                                | 1:48.96     | Rússia · Artem Lobuzov                                                           | 1:49.29  | Itália · Alex Di Giorgio                                                             | 1:49.33  |
| 400 m Livre     | Ilhas Feroé · Pál Joensen                                                                | 3:51.44     | Itália · Alex Di Giorgio                                                         | 3:51.55  | Reino Unido · Xavier Mohammed                                                        | 3:54.21  |
| 800 m Livre     | Ilhas Feroé · Pál Joensen                                                                | 7:56.90     | França · Raoul Shaw                                                              | 8:02.07  | Rússia · Pavel Medvetskiy                                                            | 8:04.56  |
| 1500 m Livre    | Ilhas Feroé · Pál Joensen                                                                | 15:18.37    | Polónia · Krzysztof Pielowski                                                    | 15:24.63 | França · Raoul Shaw                                                                  | 15:25.02 |
| 50 m Costas     | Rússia · Artem Dubovskoy                                                                 | 26.25       | Itália · Stefano Mauro Pizzamiglio                                               | 26.34    | Rússia · Vitaly Melnikov                                                             | 26.36    |
| 100 m Costas    | Reino Unido · Christopher Walker-Hebborn                                                 | 55.44       | Rússia · Artem Dubovskoy                                                         | 55.59    | Rússia · Vitaly Borisov                                                              | 56.07    |
| 200 m Costas    | Reino Unido · Christopher Walker-Hebborn                                                 | 1:59.61     | Hungria · Gabor Balog                                                            | 2:01.01  | França · Eric Ress                                                                   | 2:01.43  |
| 50 m Peito      | Itália · Niccolò Ossola                                                                  | 28.26       | Sérvia · Caba Siladji                                                            | 28.28    | Alemanha · Marco Koch                                                                | 28.32    |
| 100 m Peito     | Sérvia · Caba Siladji                                                                    | 1:01.91     | Alemanha · Marco Koch                                                            | 1:01.98  | Reino Unido · Daniel Sliwinski                                                       | 1:02.45  |
| 200 m Peito     | Alemanha · Marco Koch                                                                    | 2:12.25     | Rússia · Artem Babikhin                                                          | 2:14.89  | Rússia · Maksim Shcherbakov                                                          | 2:15.36  |
| 50 m Borboleta  | Sérvia · Ivan Lenđer                                                                     | 24.17       | Reino Unido · James Doolan                                                       | 24.58    | Turquia · Göksu Bicer                                                                | 24.63    |
| 100 m Borboleta | Sérvia · Ivan Lenđer                                                                     | 52.53       | Reino Unido · James Doolan                                                       | 53.16    | Espanha · Alex Villaecija Garcia                                                     | 54.28    |
| 200 m Borboleta | Itália · Federico Bussolin                                                               | 1:59.29     | Reino Unido · Roberto Pavoni                                                     | 1:59.94  | Chéquia · Jan Sefl                                                                   | 1:59.96  |
| 200 m Medley    | Reino Unido · Xavier Mohammed                                                            | 2:00.73 EJR | Alemanha · Jan David Schepers                                                    | 2:03.22  | Reino Unido · Roberto Pavoni                                                         | 2:04.03  |
| 400 m Medley    | Reino Unido · Roberto Pavoni                                                             | 4:19.95     | Reino Unido · Xavier Mohammed                                                    | 4:20.74  | Alemanha · Jan David Schepers                                                        | 4:22.87  |
| 4x100 m Livre   | Alemanha · Lucien Hassdenteufel · Joel Ax · Jan David Schepers · Dimitri Colupaev        | 3:9.26 EJR  | Itália · Luca Dotto · Francesco Donin · Luca Leonardi · Marco Orsi               | 3:20.00  | Rússia · Oleg Tikhobaev · Artem Lobuzov · Aleksandr Shumaylov · Vladimir Bryukhov    | 3:20.84  |
| 4x200 m Livre   | Reino Unido · Robert Bale · Thomas Parris · Ryan Bennett · Christopher Walker-Hebborn    | 7:19.98     | Itália · Fabio Donanzan · Filippo Barbacini · Niccolò Maschi · Alex Di Giorgio   | 7:22.72  | Rússia · Evgeniy Ayzetullov · Pavel Medvetskiy · Dimitry Bokankhel · Artem Lobuzov   | 7:23.78  |
| 4x100 m Medley  | Reino Unido · Christopher Walker-Hebborn · James Doolan · Daniel Sliwinski · Robert Bale | 3:39.75     | Rússia · Artem Dubovskoy · Kirill Chibisov · Maksim Shcherbakov · Oleg Tikhobaev | 3:41.16  | Itália · Stefano Mauro Pizzamiglio · Federico Bussolin · Andrea Toniato · Marco Orsi | 3:43.10  |

Feminino
| Evento          | Ouro                                                                            | Ouro        | Prata                                                                                      | Prata    | Bronze                                                                                | Bronze   |
| 50 m Livre      | Bélgica · Jolien Sysmans                                                        | 25.40       | França · Elodie Schmitt                                                                    | 25.47    | Grécia · Kristel Vourna                                                               | 25.94    |
| 100 m Livre     | Bélgica · Jolien Sysmans                                                        | 56.00       | Itália · Silvia Di Pietro                                                                  | 56.17    | Rússia · Viktoria Andreeva                                                            | 56.20    |
| 200 m Livre     | Espanha · Patricia Castro Ortega                                                | 2:00.45     | Países Baixos · Sharon van Rouwendaal                                                      | 2:01.30  | França · Camille Radou                                                                | 2:01.74  |
| 400 m Livre     | Reino Unido · Anne Bochmann                                                     | 4:12.51     | Países Baixos · Sharon van Rouwendaal                                                      | 4:12.53  | França · Margaux Fabre                                                                | 1:12.60  |
| 800 m Livre     | Eslovênia · Nika Karlina Petrič                                                 | 8:36.92     | Países Baixos · Sharon van Rouwendaal                                                      | 8:39.00  | Alemanha · Melanie Radicke                                                            | 8:45.80  |
| 1500 m Livre    | Países Baixos · Sharon van Rouwendaal                                           | 16:36.44    | França · Margaux Fabre                                                                     | 16:43.79 | Eslovênia · Neja Škufca                                                               | 16:46.99 |
| 50 m Costas     | Hungria · Eva Dobar                                                             | 29.42       | Polónia · Klaudia Nazieblo                                                                 | 29.62    | Ucrânia · Kseniya Grygorenko                                                          | 29.63    |
| 100 m Costas    | Polónia · Alicja Tchórz                                                         | 1:02.98     | Dinamarca · Pernille Larsen                                                                | 1:03.29  | Ucrânia · Kseniya Grygorenko                                                          | 1:03.38  |
| 200 m Costas    | Ucrânia · Kseniya Grygorenko                                                    | 2:13.32     | Itália · Valentina Lucconi                                                                 | 2:14.16  | Polónia · Klaudia Nazieblo                                                            | 2:14.83  |
| 50 m Peito      | Rússia · Ekaterina Baklakova                                                    | 32.34       | Polónia · Paulina Zachoszcz                                                                | 32.83    | Rússia · Vitalina Simonova                                                            | 32.85    |
| 100 m Peito     | Rússia · Ekaterina Baklakova                                                    | 1:09.65     | Polónia · Paulina Zachoszcz                                                                | 1:10.83  | Israel · Yuliya Banach                                                                | 1:10.90  |
| 200 m Peito     | Rússia · Ekaterina Baklakova                                                    | 2:28.42     | Rússia · Vitalina Simonova                                                                 | 2:29.63  | Polónia · Paulina Zachoszcz                                                           | 2:31.22  |
| 50 m Borboleta  | Hungria · Beatrix Bordas                                                        | 26.43 EJR   | Itália · Silvia Di Pietro                                                                  | 26.83    | Alemanha · Lena Kalla                                                                 | 26.86    |
| 100 m Borboleta | Itália · Silvia Di Pietro                                                       | 59.28       | Alemanha · Lena Kalla                                                                      | 1:00.28  | Hungria · Beatrix Bordas                                                              | 1:00.77  |
| 200 m Borboleta | Polónia · Mirela Olczak                                                         | 2:11.50     | Itália · Silvia Meschiari                                                                  | 2:12.65  | Polónia · Alicja Tchórz                                                               | 2:13.28  |
| 200 m Medley    | Rússia · Viktoriya Andreeva                                                     | 2:16.09     | Reino Unido · Sophie Allen                                                                 | 2:16.40  | Rússia · Alexandra Musienko                                                           | 2:17.24  |
| 400 m Medley    | Reino Unido · Anne Bochmann                                                     | 4:46.58     | Rússia · Alexandra Musienko                                                                | 4:48.30  | Eslovênia · Nika Karlina Petrič                                                       | 4:49.04  |
| 4x100 m Livre   | França · Camille Radou · Margaux Fabre · Marie Sophie Castelle · Elodie Schmitt | 3:45.75     | Alemanha · Franziska Jansen · Lena Kalla · Rebecca Ottke · Melanie Radicke                 | 3:47.60  | Rússia · Anna Martynova · Ksenia Lavrentyeva · Vitalina Simonova · Viktoriya Andreeva | 3:49.02  |
| 4x200 m Livre   | Reino Unido · Rebecca Turner · Lucy Worrall · Alexandra Hooper · Anne Bochmann  | 8:08.82 EJR | França · Marie Sophie Castelle · Adeline Martin · Margaux Fabre · Camille Radou            | 8:12.15  | Alemanha · Theresa Michalak · Katherina David · Melanie Radicke · Franziska Jansen    | 8:16.05  |
| 4x100 m Medley  | Polónia · Alicja Tchórz · Mirela Olczak · Paulina Zachoszcz · Katarzyna Wilk    | 4:10.96     | Grécia · Aspasia Petradaki · Panagiota Tsialta · Maria Georgia Michalaka · Theodora Drakou | 4:12.40  | Rússia · Maria Khan · Elena Shamaeva · Ekaterina Baklakova · Viktoriya Andreeva       | 4:12.71  |

### Saltos ornamentais
Os resultados foram os seguintes. 

#### Grupo A
Masculino
| Evento                              | Ouro                                                | Ouro   | Prata                                   | Prata  | Bronze                                         | Bronze |
| Trampolim 1 m individual            | Rússia · Il'ja Zacharov                             | 506.75 | Alemanha · Johannes Donay               | 504.50 | Polónia · Andrzej Rzeszutek                    | 504.20 |
| Trampolim 3 m individual            | Ucrânia · Dmytro Mezhenskyi                         | 606.75 | Rússia · Evgenij Kuznecov               | 603.60 | Grécia · Stefanos Paparounas                   | 587.25 |
| Trampolim 3 m sincronizado cat A +B | Ucrânia · Dmytro Mezhenskyi · Oleksandr Horškovozov | 321.30 | Rússia · Il'ja Zacharov · Igor Koryakin | 321.06 | Grécia · Stefanos Paparounas · Michail Fafalis | 288.66 |
| Plataforma 10 m individual          | Rússia · Il'ja Zacharov                             | 575.05 | Alemanha · Johannes Donay               | 558.85 | Rússia · Roman Izmajlov                        | 536.05 |

Feminino
| Evento                              | Ouro                                            | Ouro   | Prata                                        | Prata  | Bronze                                          | Bronze |
| Trampolim 1 m individual            | Rússia · Natalia Zamyayina                      | 403.45 | Rússia · Maria Smirnova                      | 401.80 | Bielorrússia · Ksenia Kondrashenkova            | 384.60 |
| Trampolim 3 m individual            | Rússia · Svetlana Filippova                     | 492.00 | Rússia · Maria Smirnova                      | 455.30 | Bielorrússia · Ksenia Kondrashenkova            | 428.45 |
| Trampolim 3 m sincronizado cat A +B | Ucrânia · Anna Pysmenska · Evgenyia Ponomaernko | 285.90 | Rússia · Maria Smirnova · Svetlana Filippova | 279.42 | Grécia · Maria Papadimitraki · Michalia Kekelou | 248.34 |
| Plataforma 10 m individual          | Rússia · Olga Vintonyak                         | 427.45 | Bielorrússia · Aleksandra Yasukevich         | 421.65 | Alemanha · Frederike Michel                     | 402.90 |

#### Grupo B
Masculino
| Evento                     | Ouro                         | Ouro   | Prata                           | Prata  | Bronze                          | Bronze |
| Trampolim 1 m individual   | Bielorrússia · Andrey Pavluk | 417.65 | Reino Unido · Christopher Mears | 403.45 | Rússia · Sergei Zhdanov         | 402.70 |
| Trampolim 3 m individual   | Ucrânia · Oleg Kolodziy      | 434.20 | Rússia · Sergei Zhdanov         | 423.30 | Reino Unido · Christopher Mears | 414.35 |
| Plataforma 10 m individual | Reino Unido · James Milton   | 412.05 | Ucrânia · Aleksandr Bondar      | 409.75 | Reino Unido · Christopher Mears | 408.40 |

Feminino
| Evento                     | Ouro                      | Ouro   | Prata                         | Prata  | Bronze                       | Bronze |
| Trampolim 1 m individual   | França · Fanny Bouvet     | 318.40 | Ucrânia · Viktorya Potekhina  | 318.35 | Alemanha · Swenja Roderburg  | 310.35 |
| Trampolim 3 m individual   | Rússia · Elina Ridel      | 381.50 | Rússia · Kristina Il'inikh    | 377.90 | Ucrânia · Alina Chaplenko    | 354.85 |
| Plataforma 10 m individual | Ucrânia · Alina Chaplenko | 352.90 | Reino Unido · Megan Sylvester | 344.45 | Ucrânia · Viktorya Potekhina | 338.40 |

## Quadro de medalhas
| Ordem | País          | Medalha de ouro | Medalha de prata | Medalha de bronze | Total |
| ----- | ------------- | --------------- | ---------------- | ----------------- | ----- |
| 1     | Rússia        | 12              | 14               | 13                | 39    |
| 2     | Reino Unido   | 11              | 7                | 5                 | 23    |
| 3     | Ucrânia       | 6               | 2                | 4                 | 12    |
| 4     | Itália        | 4               | 8                | 3                 | 15    |
| 5     | Polónia       | 3               | 5                | 4                 | 12    |
| 6     | Sérvia        | 3               | 1                | 0                 | 4     |
| 7     | Ilhas Feroé   | 3               | 0                | 0                 | 3     |
| 8     | Alemanha      | 2               | 6                | 7                 | 15    |
| 9     | França        | 2               | 4                | 4                 | 10    |
| 10    | Hungria       | 2               | 1                | 1                 | 4     |
| 11    | Bélgica       | 2               | 0                | 0                 | 2     |
| 12    | Países Baixos | 1               | 3                | 0                 | 4     |
| 13    | Bielorrússia  | 1               | 1                | 2                 | 4     |
| 14    | Eslovênia     | 1               | 0                | 2                 | 3     |
| 15    | Espanha       | 1               | 0                | 1                 | 2     |
| 16    | Grécia        | 0               | 1                | 4                 | 5     |
| 17    | Dinamarca     | 0               | 1                | 0                 | 1     |
| 18    | Roménia       | 0               | 0                | 1                 | 1     |
| 18    | Turquia       | 0               | 0                | 1                 | 1     |
| 18    | Chéquia       | 0               | 0                | 1                 | 1     |
| 18    | Israel        | 0               | 0                | 1                 | 1     |
| Total | Total         | 54              | 54               | 54                | 162   |